# MultiDimensional eXpressions
MultiDimensional eXpressions è un linguaggio informatico usato nelle interrogazioni di tipo OLAP - On-Line Analytical Processing per scorrere dimensionalmente il Cubo OLAP del Data Mart in un Data Warehouse.
Sintatticamente somiglia al linguaggio SQL(linguaggio adottato per le interrogazioni in database relazionali), ma ha una semantica diversa.
In alcuni aspetti risulta essere verboso e ridondante, tuttavia è possibile omettere nelle espressioni regolari alcune parti significative, la cui interpretazione è basata su regole di default.
MDX non è un linguaggio di interrogazione in senso stretto: permette di calcolare, a partire da un cubo, un dataset che ha una struttura simile a un cubo.

## Definizioni
Dimensioni e attributi dimensionali si chiamano livelli.
I valori delle dimensioni e degli attributi dimensionali si dicono membri (per denotare un membro le [ ] sono facoltative).
```
[
STORE
]
.
[
ALL
]
.
[
Italia
]
.
[
EmiliaRomagna
]
.
[
RE
]
 
:
 
percorso
 
completo

[
STORE
]
.
[
RE
]
 
:
 
Se
 
il
 
membro
 
"RE"
 
è
 
univoco
 
nella
 
dimensione
 
STORE

[
CITY
]
.
[
RE
]
 
:
 
Se
 
il
 
livello
 
CITY
 
è
 
univoco
 
in
 
tutte
 
le
 
dimensioni
 
del
 
cubo

```

Una tupla è una ennupla di membri denotati tra parentesi ( ), la cui tupla è costituita da un membro per cui la sua dimensione individua un evento primario (in altri termini è una tupla corrispondente al pattern primario).
```
(
[
data
]
.
[
05/05/2015
]
,
 
[
prodotto
]
.
[
brilli
]
,
 
[
store
][
DiCasa
]
)

```

Un evento secondario è individuato da una tupla corrispondente a un pattern secondario (nell'esempio sottostante corrispondente al pattern: {Data, Prodotto}):
```
(
[
data
]
.
[
05/05/2015
]
,
 
[
prodotto
]
.
[
brilli
]
)

```

## Esempio query MDX
L'esempio corrente mostra l'uso dell'istruzione SELECT.
Questa query ritorna il risultato contenuto tra gli importi del membro "Vendite Negozio" contenuti nel 2002 e 2003 nello stato della California.
```
SELECT

   
{
 
[
Measures
]
.
[
Vendite Negozio
]
 
}
 
ON
 
COLUMNS
,

   
{
 
[
Data
]
.
[
2002
]
,
 
[
Data
]
.
[
2003
]
 
}
 
ON
 
ROWS

FROM
 
Vendite

WHERE
 
(
 
[
Store
]
.
[
USA
]
.
[
CA
]
 
)

```

## Differenze con un linguaggio per interrogazione di un database relazionale
- La clausola WHERE non prevede operatori logici espliciti, l'unico operatore è l'AND definito ponendo in virgola più membri(Esempio: { [Date].[2002], [Date].[2003] } ON ROWS)
- Le condizioni possono essere specificate alternativamente alla clausola where, direttamente nella select
- Specifichiamo lo scorrimento multidimensionale con "ON COLUMNS" e "ON ROWS".

| Controllo di autorità | LCCN (EN) sh2002008553 · J9U (EN, HE) 987007558928105171 |